# Championnats d'Europe de triathlon 2003
Navigation
Édition précédente Édition suivante
Les championnats d'Europe de triathlon 2003 sont la dix-neuvième édition des championnats d'Europe de triathlon, une compétition internationale de triathlon sous l'égide de la fédération européenne de ce sport. L'épreuve est constituée de 1 500 mètres de natation, 40 kilomètres de vélo puis 10 kilomètres de course à pied.
Cette édition se tient dans la ville tchèque de Karlovy Vary et elle est remportée par l'espagnol Ivan Rana chez les hommes et par l'espagnole Ana Burgos chez les femmes.

## Palmarès

### Hommes
| Rang               | Triathlète        | Temps           |
| ------------------ | ----------------- | --------------- |
| Médaille d'or      | Ivan Rana         | 1 h 56 min 8 s  |
| Médaille d'argent  | Filip Ospalý      | 1 h 56 min 18 s |
| Médaille de bronze | Martin Krňávek    | 1 h 56 min 37 s |
| 4                  | Rasmus Henning    | 1 h 56 min 50 s |
| 5                  | Sven Riederer     | 1 h 57 min 1 s  |
| 6                  | Paul Amey         | 1 h 57 min 9 s  |
| 7                  | Joachim Willén    | 1 h 57 min 12 s |
| 8                  | Andreas Raelert   | 1 h 57 min 13 s |
| 9                  | Richard Allen     | 1 h 57 min 17 s |
| 10                 | Frédéric Belaubre | 1 h 57 min 23 s |

### Femmes
| Rang               | Triathlète       | Temps           |
| ------------------ | ---------------- | --------------- |
| Médaille d'or      | Ana Burgos       | 1 h 56 min 51 s |
| Médaille d'argent  | Nadia Cortassa   | 1 h 57 min 31 s |
| Médaille de bronze | Lisa Nordén      | 1 h 58 min 8 s  |
| 4                  | Andrea Whitcombe | 1 h 58 min 24 s |
| 5                  | Julie Dibens     | 1 h 58 min 44 s |
| 6                  | Joelle Franzmann | 1 h 59 min 3 s  |
| 7                  | Olga Zausaylova  | 1 h 59 min 7 s  |
| 8                  | Tanja Allen      | 1 h 59 min 15 s |
| 9                  | Beatrice Lanza   | 1 h 59 min 30 s |
| 10                 | Jessica Harrison | 1 h 59 min 32 s |